# Dipoena punctisparsa
Dipoena punctisparsa är en spindelart som beskrevs av Takeo Yaginuma 1967. Dipoena punctisparsa ingår i släktet Dipoena och familjen klotspindlar. Inga underarter finns listade i Catalogue of Life.